# Olivier Deman
Olivier Deman (sinh ngày 6 tháng 4 năm 2000) là một cầu thủ bóng đá chuyên nghiệp người Bỉ thi đấu ở vị trí tiền vệ cho câu lạc bộ Werder Bremen tại Bundesliga và đội tuyển quốc gia Bỉ.